# Bipolaris
Genre
Bipolaris est un genre de champignons ascomycètes de la famille des Pleosporaceae. Le stade téléomorphe est Cochliobolus.
Ce genre comprend plus de quarante espèces étroitement apparentées. Beaucoup de ces espèces sont des agents pathogènes des céréales, généralement spécifiques d'une espèce de plante-hôte, provoquant chez ces plantes des maladies du groupe des helminthosporioses.
Plusieurs espèces, en particulier Bipolaris australiensis, Bipolaris hawaiiensis et Bipolaris spicifera sont bien documentées comme agents pathogènes chez l'homme. Cependant une étude de 2012 propose de reclasser ces espèces dans le genre Curvularia (téléomorphe : Pseudocochliobolus).

## Pathologie végétale

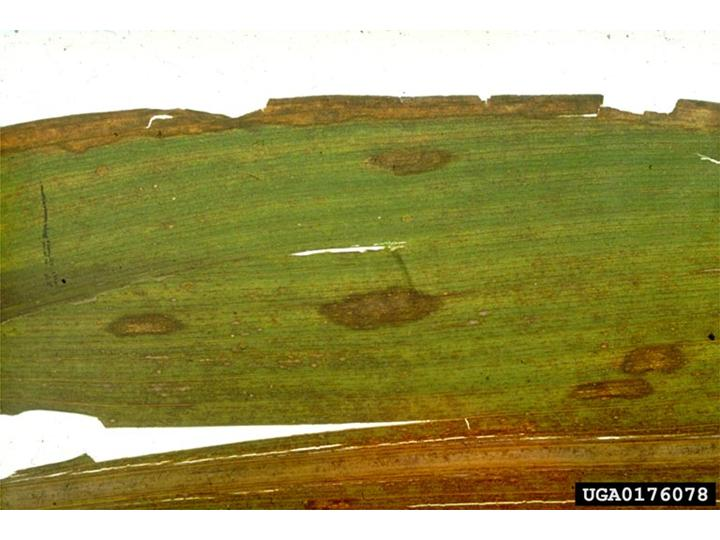
Symptômes sur feuille de maïs causés par Bipolaris zeicola.

Les espèces les plus agressives pour les céréales sont Cochliobolus heterostrophus (Bipolaris maydis), nécrotrophe, et Cochliobolus carbonum (Bipolaris zeicola), tous deux agents pathogènes du maïs , Cochliobolus victoriae  (Bipolaris victoriae), agent pathogène de l'avoine, Cochliobolus miyabeanus (Bipolaris oryzae), agent pathogène du riz, Bipolaris sorghicola, agent pathogène du sorgho, Bipolaris sacchari, agent pathogène de la canne à sucre, Cochliobolus sativus (Bipolaris sorokiniana), agent pathogène hémibiotrophe des céréales et des graminées fourragères.
Ces différentes espèces appartiennent à un groupe phylogénétique resserré, suggérant qu'un ancêtre commun a donné naissance, au cours d'une période de temps relativement courte, à cette série de biotypes distincts, qui se distinguent par leur spécificité à l'égard d'un type de céréale.
Comme c'est le cas d'autres taxons apparentés (par exemple, Pyrenophora tritici-repentis, Stagonospora nodorum, Alternaria alternata), les espèces du genre Cochliobolus spp. se caractérisent par leur capacité à produire des souches nouvelles, très virulentes, produisant des toxines sélectives des différents hôtes (HST).

## Pathologie humaine
Chez l'homme, les manifestations cliniques consistent en  kératite mycosique, phaeohyphomycose sous-cutanée,  sinusite, et  péritonite chez les patients sous dialyse péritonéale continue ambulatoire (DPCA), et en infections cérébrales et diffuses. La phaeohyphomycose causée par les espèces du genre Bipolaris a été signalée aussi bien chez des patients normaux que chez des personnes immunodéprimées.

## Liste d'espèces
Selon Catalogue of Life (24 juillet 2014) :
- Bipolaris australis
- Bipolaris brizae
- Bipolaris buchloës
- Bipolaris cactivora
- Bipolaris chloridis
- Bipolaris clavata
- Bipolaris coffeana
- Bipolaris coicis
- Bipolaris colocasiae
- Bipolaris costina
- Bipolaris crotonis
- Bipolaris crustacea
- Bipolaris cylindrica
- Bipolaris cynodontis
- Bipolaris dactyloctenii
- Bipolaris drechsleri
- Bipolaris eleusines
- Bipolaris eragrostiellae
- Bipolaris euchlaenae
- Bipolaris flagelloidea
- Bipolaris fusca
- Bipolaris glycines
- Bipolaris gossypina
- Bipolaris hadrotrichoides
- Bipolaris halepensis
- Bipolaris heliconiae
- Bipolaris heveae
- Bipolaris imperatae
- Bipolaris incurvata
- Bipolaris indica
- Bipolaris iridis
- Bipolaris israeli
- Bipolaris leersiae
- Bipolaris maydis
- Bipolaris melinidis
- Bipolaris microlaenae
- Bipolaris micropus
- Bipolaris miyakei
- Bipolaris multiformis
- Bipolaris neergaardii
- Bipolaris nicotiae
- Bipolaris novae-zelandiae
- Bipolaris obclavata
- Bipolaris obovoidea
- Bipolaris olyrae
- Bipolaris oryzae
- Bipolaris palousensis
- Bipolaris panici-miliacei
- Bipolaris papendorfii
- Bipolaris peregianensis
- Bipolaris poae-pratensis
- Bipolaris prieskaensis
- Bipolaris sacchari
- Bipolaris sesuvii
- Bipolaris sorghicola
- Bipolaris sorokiniana
- Bipolaris subpapendorfii
- Bipolaris triticicola
- Bipolaris triticigrani
- Bipolaris triticola
- Bipolaris tropicalis
- Bipolaris urochloae
- Bipolaris victoriae
- Bipolaris xanthosomatis
- Bipolaris zeae
- Bipolaris zeicola

## Liste des espèces et non-classés
Selon Index Fungorum (24 juillet 2014) :
- Bipolaris australis Alcorn 1982
- Bipolaris brizae (Y. Nisik.) Shoemaker 1959
- Bipolaris buchloës (Lefebvre & Aar.G. Johnson) Shoemaker 1959
- Bipolaris cactivora (Petr.) Alcorn 1983
- Bipolaris chloridis (Alcorn) Alcorn 1983
- Bipolaris clavata Alcorn 1982
- Bipolaris coffeana Sivan. 1985
- Bipolaris coicis (Y. Nisik.) Shoemaker 1959
- Bipolaris colocasiae (M.P. Tandon & Bhargava) Alcorn 1983
- Bipolaris costina Sivan., R.S. Shukla, Kr.P. Singh & A. Husain 1985
- Bipolaris crotonis Sivan. 1985
- Bipolaris crustacea (Henn.) Alcorn 1982
- Bipolaris cylindrica Alcorn 1982
- Bipolaris cynodontis (Marignoni) Shoemaker 1959
- Bipolaris dactyloctenii Alcorn 1982
- Bipolaris drechsleri Manamgoda & Minnis 2013
- Bipolaris eleusines J.H. Peng & J.Y. Lu 1989
- Bipolaris eragrostiellae (A.P. Misra & R.A. Singh) Sivan. 1987
- Bipolaris euchlaenae (Zimm.) Shoemaker 1959
- Bipolaris flagelloidea (G.F. Atk.) Shoemaker 1959
- Bipolaris fusca Y.L. Jiang & T.Y. Zhang 2008
- Bipolaris glycines (S. Naray. & Durairaj) B.A. Khasanov 1992
- Bipolaris gossypina Sivan. 1985
- Bipolaris hadrotrichoides (Ellis & Everh.) Luttr. 1970
- Bipolaris halepensis M.Y. Chiang, K.J. Leonard & Van Dyke 1989
- Bipolaris heliconiae Alcorn 1996
- Bipolaris heveae (Petch) Arx 1987
- Bipolaris imperatae J.J. Muchovej 2012
- Bipolaris incurvata (C. Bernard) Alcorn 1983
- Bipolaris indica J.N. Rai, Wadhwani & J.P. Tewari 1970
- Bipolaris iridis (Oudem.) C.H. Dickinson 1966
- Bipolaris israeli Steiman, Guiraud, Seigle-Mur. & Sage 1996
- Bipolaris leersiae (G.F. Atk.) Shoemaker 1959
- Bipolaris maydis (Y. Nisik. & C. Miyake) Shoemaker 1959
- Bipolaris melinidis Alcorn 1982
- Bipolaris microlaenae Alcorn 1990
- Bipolaris micropus (Drechsler) Shoemaker 1959
- Bipolaris microstegii Minnis, Rossman, Kleczewki & S.L. Flory 2012
- Bipolaris miyakei (Y. Nisik.) Shoemaker 1959
- Bipolaris multiformis (Jooste) Alcorn 1983
- Bipolaris neergaardii (Danquah) Alcorn 1983
- Bipolaris nicotiae (Mouch.) Alcorn 1983
- Bipolaris novae-zelandiae Sivan. 1985
- Bipolaris obclavata Sivan. 1992
- Bipolaris obovoidea Wei Zhang & T.Y. Zhang 2012
- Bipolaris olyrae (Viégas) Shoemaker 1959
- Bipolaris oryzae (Breda de Haan) Shoemaker 1959
- Bipolaris oryzae Sawada
- Bipolaris palousensis R. Sprague 1961
- Bipolaris panici-miliacei (Y. Nisik.) Shoemaker 1959
- Bipolaris papendorfii (Aa) Alcorn 1983
- Bipolaris peregianensis Alcorn 1982
- Bipolaris poae-pratensis H. Deng & T.Y. Zhang 2002
- Bipolaris prieskaensis W.Q. Chen & W.J. Swart 2000
- Bipolaris sacchari (Breda de Haan) Subram. 1971
- Bipolaris sacchari (E.J. Butler) Shoemaker 1959
- Bipolaris salkadehensis Ahmadpour & Heidarian 2012
- Bipolaris secalis Sisterna 1989
- Bipolaris sesuvii Jing Z. Zhang 2009
- Bipolaris sorghicola (Lefebvre & Sherwin) Alcorn 1983
- Bipolaris sorokiniana (Sacc.) Shoemaker 1959
- Bipolaris stipae (Trab.) Gornostaĭ 1978
- Bipolaris subpapendorfii (Mouch.) Alcorn 1983
- Bipolaris triticalis Sisterna 1989
- Bipolaris triticicola Sivan. 1985
- Bipolaris triticigrani (A.P. Misra & R.A. Singh) Sivan. 1987
- Bipolaris triticola Sivan. 1985
- Bipolaris tropicalis Sivan. 1985
- Bipolaris urochloae (V.A. Putterill) Shoemaker 1959
- Bipolaris vassilevae Gornostaĭ 1978
- Bipolaris victoriae (F. Meehan & H.C. Murphy) Shoemaker 1959
- Bipolaris xanthosomatis B. Huguenin 1966
- Bipolaris zeae Sivan. 1985
- Bipolaris zeicola (G.L. Stout) Shoemaker 1959

Selon ITIS (24 juillet 2014) :
- Drechslera halodes (Drechsler) Subramanian & Jain
- Drechslera tritici-vulgaris (Nisikado) Ito Ex Hughes

Selon NCBI (24 juillet 2014) :
- Bipolaris australis
- Bipolaris bicolor
- Bipolaris cactivora
- Bipolaris chloridis
- Bipolaris coffeana
- Bipolaris cookei
- Bipolaris crustacea
- Bipolaris cynodontis
- Bipolaris drechsleri
- Bipolaris eleusines
- Bipolaris gramineum
- Bipolaris heveae
- Bipolaris homomorpha
- Bipolaris indica
- Bipolaris iridis
- Bipolaris leersiae
- Bipolaris luttrellii
- Bipolaris maydis
  - non-classé Bipolaris maydis ATCC 48331
  - non-classé Bipolaris maydis C5
  - non-classé Bipolaris maydis Hm338
  - non-classé Bipolaris maydis Hm540
  - non-classé Bipolaris maydis PR1x412
- Bipolaris melinidis
- Bipolaris microlaenae
- Bipolaris micropus
- Bipolaris microstegii
- Bipolaris miyakei
- Bipolaris neergaardii
- Bipolaris oryzae
  - non-classé Bipolaris oryzae ATCC 44560
- Bipolaris panici-miliacei
- Bipolaris papendorfii
- Bipolaris peregianensis
- Bipolaris portulacae
- Bipolaris prieskaensis
- Bipolaris sacchari
- Bipolaris setariae
- Bipolaris sorghicola
- Bipolaris sorokiniana
  - non-classé Bipolaris sorokiniana ND90Pr
  - non-classé Bipolaris sorokiniana ND93-1
- Bipolaris stenospila
- Bipolaris tetramera
- Bipolaris urochloae
- Bipolaris victoriae
  - non-classé Bipolaris victoriae FI3
- Bipolaris yamadai
- Bipolaris zeae
- Bipolaris zeicola
  - non-classé Bipolaris zeicola 26-R-13